# Daniel dos Anjos
Daniel da Silva dos Anjos, noto semplicemente come Daniel dos Anjos (Boa Esperança, 21 gennaio 1996), è un calciatore brasiliano, attaccante del Ninh Binh.

## Caratteristiche tecniche
È un centravanti.

## Carriera
Cresciuto nel settore giovanile del Figueirense, debutta in prima squadra il 12 aprile 2015 in occasione dell'incontro del Campionato Catarinense perso 3-1 contro il Joinville; nel 2016 entra a far parte della formazione Under-20 del Flamengo dove resta per una stagione prima di passare in prestito all'Atl. Goianiense.
Nel 2017 viene acquistato dal Benfica che lo aggrega alla propria seconda squadra; il 21 novembre 2020 debutta con la squadra principale in occasione dell'incontro di Taça de Portugal vinto 1-0 contro il Paredes.
Nel 2021 si trasferisce al Tondela.

## Statistiche

### Presenze e reti nei club
Statistiche aggiornate al 31 luglio 2021.
| Stagione        | Squadra         | Campionato      | Campionato | Campionato | Coppe nazionali | Coppe nazionali | Coppe nazionali | Coppe continentali | Coppe continentali | Coppe continentali | Altre coppe | Altre coppe | Altre coppe | Totale | Totale |
| Stagione        | Squadra         | Comp            | Pres       | Reti       | Comp            | Pres            | Reti            | Comp               | Pres               | Reti               | Comp        | Pres        | Reti        | Pres   | Reti   |
| --------------- | --------------- | --------------- | ---------- | ---------- | --------------- | --------------- | --------------- | ------------------ | ------------------ | ------------------ | ----------- | ----------- | ----------- | ------ | ------ |
| 2015            | Figueirense     | PD/SC+A         | 1+0        | 0          | CB              | 0               | 0               |                    | -                  | -                  |             | -           | -           | 1+0    | 0      |
| 2017            | Atl. Goianiense | PD/GO+A         | 5+0        | 0          | CB              | 0               | 0               |                    | -                  | -                  |             | -           | -           | 5+0    | 0      |
| 2017-2018       | Benfica B       | LdH             | 9          | 0          |                 | -               | -               |                    | -                  | -                  |             | -           | -           | 9      | 0      |
| 2018-2019       | Benfica B       | LdH             | 9          | 4          |                 | -               | -               |                    | -                  | -                  |             | -           | -           | 9      | 4      |
| 2019-2020       | Benfica B       | LdH             | 17         | 8          |                 | -               | -               |                    | -                  | -                  |             | -           | -           | 17     | 8      |
| 2020-2021       | Benfica B       | LdH             | 8          | 0          |                 | -               | -               |                    | -                  | -                  |             | -           | -           | 8      | 0      |
| 2020-2021       | Benfica         | PL              | 0          | 0          | CP+CdL          | 1+0             | 0               |                    | -                  | -                  |             | -           | -           | 1      | 0      |
| 2021-2022       | Tondela         | PL              | 4          | 2          | CP+CdL          | 0               | 0               |                    | -                  | -                  |             | -           | -           | 4      | 2      |
| Totale carriera | Totale carriera | Totale carriera | 53         | 14         |                 | 1               | 0               |                    | -                  | -                  |             | -           | -           | 54     | 14     |